# Liste des espèces d'oiseaux de Madagascar
L'étude ornithologique de Madagascar a connu une évolution significative au fil du temps. En 1990, l'avifaune malgache était composée de 294 espèces,, tandis qu'en 2022, ce nombre est passé à 304 espèces. Parmi ces espèces, 210 nichent sur l'ile dont 110 espèces, soit la moitié, sont endémiques de Madagascar.

## Æpyornithiformes
| Espèce          | Nom vernaculaire             | Répartition | Statut UICN |  |
| --------------- | ---------------------------- | ----------- | ----------- |  |
| Æpyornis spp.   | Oiseau éléphant, Voropatrana | éteinte     | EX          |  |
| Mullerornis sp. | Voropatrana                  | éteinte     | EX          |  |
| Vorombe titan   | Vorombe                      | éteinte     | EX          |  |

## Ansériformes

### Anatidae
| Espèce                  | Nom vernaculaire       | Répartition                      | Statut UICN |  |
| ----------------------- | ---------------------- | -------------------------------- | ----------- |  |
| Anas bernieri           | Sarcelle de Bernier    | Endémique locale, rare           | EN          |  |
| Anas erythrorhyncha     | Canard à bec rouge     | Commune, résidente               | LC          |  |
| Anas melleri            | Canard de Meller       | Endémique locale, rare           | EN          |  |
| Anas hottentota         | Sarcelle hottentote    | Commune                          | LC          |  |
| Aythya innotata         | Fuligule de Madagascar | Endémique, récemment redécouvert | CR          |  |
| Dendrocygna bicolor     | Dendrocygne fauve      | Commune                          | LC          |  |
| Dendrocygna viduata     | Dendrocygne veuf       | commune                          | LC          |  |
| Nettapus auritus        | Anserelle naine        | Commune résidente                | LC          |  |
| Sarkidiornis melanotos  | Canard à bosse         | Commune                          | LC          |  |
| Thalassornis leuconotus | Érismature à dos blanc | rare, résidente                  | LC          |  |

## Bucerotiformes

### Upupidae
| Specie          | Nom vernaculaire            | Répartition | Statut UICN |  |
| --------------- | --------------------------- | ----------- | ----------- |  |
| Upupa marginata | Huppe fasciée de Madagascar | endémique   | LC          |  |

## Caprimulgiformes

### Caprimulgidae
| Specie                       | Nom vernaculaire           | Répartition         | Statut UICN |  |
| ---------------------------- | -------------------------- | ------------------- | ----------- |  |
| Gactornis enarratus          | Engoulevent à nuque rousse | Endémique régionale | LC          |  |
| Caprimulgus madagascariensis | Engoulevent malgache       | Endémique           | LC          |  |

### Apodidae
| Specie                | Nom vernaculaire        | Répartition | Statut UICN |  |
| --------------------- | ----------------------- | ----------- | ----------- |  |
| Zoonavena grandidieri | Martinet de Grandidier  | Endémique   | LC          |  |
| Apus melba            | Martinet à ventre blanc | Résident    | LC          |  |
| Apus balstoni         | Martinet malgache       | Endémique   | LC          |  |
| Apus affinis          | Martinet des maisons    | Résident    | LC          |  |
| Cypsiurus gracilis    | Martinet de Madagascar  | Endémique   | LC          |  |

## Charadriiformes

### Charadriidae
| Espèce                   | Nom vernaculaire          | Répartition                    | Statut UICN |  |
| ------------------------ | ------------------------- | ------------------------------ | ----------- |  |
| Charadrius hiaticula     | Grand Gravelot            |                                | LC          |  |
| Charadrius pecuarius     | Pluvier de Kittlitz       | Sédentaire, nicheur            | LC          |  |
| Charadrius thoracicus    | Gravelot de Madagascar    | Endémique, nicheur, sédentaire | VU          |  |
| Charadrius tricollaris   | Gravelot à triple collier | Sédentaire, nicheur            | LC          |  |
| Charadrius marginatus    | Pluvier pâtre             | Sédentaire, nicheur            | LC          |  |
| Charadrius mongolus      | Pluvier mongol            |                                | LC          |  |
| Charadrius leschenaultii | Gravelot de Leschenault   |                                | LC          |  |
| Pluvialis fulva          | Pluvier doré du Pacifique | Rare                           | LC          |  |
| Pluvialis squatarola     | Pluvier argenté           |                                | LC          |  |

### Dromadidae
| Espèce         | Nom vernaculaire | Répartition        | Statut UICN |  |
| -------------- | ---------------- | ------------------ | ----------- |  |
| Dromas ardeola | Drome ardéole    | Migrateur, nicheur | LC          |  |

### Recurvirostridae
| Espèce                 | Nom vernaculaire       | Répartition         | Statut UICN |  |
| ---------------------- | ---------------------- | ------------------- | ----------- |  |
| Himantopus himantopus  | Échasse à manteau noir | Sédentaire, commune | LC          |  |
| Recurvirostra avosetta | Avocette à nuque noire |                     | LC          |  |

### Jacanidae
| Espèce                  | Nom vernaculaire     | Répartition        | Statut UICN |  |
| ----------------------- | -------------------- | ------------------ | ----------- |  |
| Actophilornis albinucha | Jacana de Madagascar | Nicheur sédentaire | LC          |  |

### Scolopacidae
| Espèce                 | Nom vernaculaire       | Répartition | Statut UICN |  |
| ---------------------- | ---------------------- | ----------- | ----------- |  |
| Gallinago macrodactyla | Bécassine malgache     | Endémique   | VU          |  |
| Limosa limosa          | Barge à queue noire    |             | NT          |  |
| Limosa lapponica       | Barge rousse           |             | LC          |  |
| Numenius phaeopus      | Courlis courlieu       |             | LC          |  |
| Numenius arquata       | Courlis cendré         | Migrateur   | LC          |  |
| Tringa stagnatilis     | Chevalier stagnatile   |             | LC          |  |
| Tringa nebularia       | Chevalier aboyeur      |             | LC          |  |
| Tringa ochropus        | Chevalier cul-blanc    |             | LC          |  |
| Tringa glareola        | Chevalier sylvain      |             | LC          |  |
| Xenus cinereus         | Bargette de Terek      |             | LC          |  |
| Actitis hypoleucos     | Chevalier guignette    |             | LC          |  |
| Arenaria interpres     | Tournepierre à collier |             | LC          |  |
| Calidris alba          | Bécasseau sanderling   |             | LC          |  |
| Calidris minuta        | Bécasseau minute       |             | LC          |  |
| Calidris ferruginea    | Bécasseau cocorli      |             | LC          |  |
| Philomachus pugnax     | Combattant varié       | Accidentel  | LC          |  |

### Turnicidae
| Espèce             | Nom vernaculaire     | Répartition | Statut UICN |  |
| ------------------ | -------------------- | ----------- | ----------- |  |
| Turnix nigricollis | Turnix de Madagascar | Endémique   | LC          |  |

### Glareolidae
| Espèce            | Nom vernaculaire       | Répartition | Statut UICN |  |
| ----------------- | ---------------------- | ----------- | ----------- |  |
| Glareola ocularis | Glaréole de Madagascar | Endémique   | VU          |  |

### Rostratulidae
| Espèce                  | Nom vernaculaire | Répartition       | Statut UICN |  |
| ----------------------- | ---------------- | ----------------- | ----------- |  |
| Rostratula benghalensis | Rhynchée peinte  | Commune, nicheuse | LC          |  |

### Laridae
| Espèce                  | Nom vernaculaire      | Répartition | Statut UICN |  |
| ----------------------- | --------------------- | ----------- | ----------- |  |
| Larus dominicanus       | Goéland dominicain    |             | LC          |  |
| Larus cirrocephalus     | Mouette à tête grise  |             | LC          |  |
| Sterna nilotica         | Sterne hansel         |             | LC          |  |
| Sterna caspia           | Sterne caspienne      |             | LC          |  |
| Thalasseus bergii       | Sterne huppée         |             | LC          |  |
| Thalasseus bengalensis  | Sterne voyageuse      |             | LC          |  |
| Thalasseus sandvicensis | Sterne caugek         |             | LC          |  |
| Sterna sumatrana        | Sterne diamant        |             | LC          |  |
| Sterna dougallii        | Sterne de Dougall     |             | LCx         |  |
| Sterna hirundo          | Sterne pierregarin    |             | LC          |  |
| Sterna anaethetus       | Sterne bridée         |             | LC          |  |
| Onychoprion fuscatus    | Sterne fuligineuse    |             | LC          |  |
| Sternula saundersi      | Sterne de Saunders    |             | LC          |  |
| Sterna balaenarum       | Sterne des baleiniers |             | LC          |  |
| Chlidonias hybridus \|  | Guifette moustac      |             | LC          |  |
| Chlidonias niger        | Guifette noire        |             | LC          |  |
| Chlidonias leucopterus  | Guifette leucoptère   |             | LC          |  |
| Anous stolidus          | Noddi brun            |             | LC          |  |
| Anous tenuirostris      | Noddi à bec grêle     |             | LC          |  |
| Gygis alba              | Gygis blanc           |             | LC          |  |

## Columbiformes

### Columbidae
| Espèce                       | Nom vernaculaire          | Répartition         | Statut UICN |  |
| ---------------------------- | ------------------------- | ------------------- | ----------- |  |
| Alectroenas madagascariensis | Fouiningo bleue           | Endémique régionale | LC          |  |
| Columba livia                | Pigeon biset              | Introduite          | LC          |  |
| Nesoenas picturatus          | Tourtelette peinte        | Endémique régionale | LC          |  |
| Oena capensis                | Tourtelette masquée       | Résident            | LC          |  |
| Treron australis             | Pigeon vert de Madagascar | Endémique           | LC          |  |

## Ciconiiformes

### Ciconiidae
| Espèce                 | Nom vernaculaire    | Répartition         | Statut UICN |  |
| ---------------------- | ------------------- | ------------------- | ----------- |  |
| Mycteria ibis          | Tantale ibis        | Sédentaire, commune | LC          |  |
| Anastomus lamelligerus | Bec ouvert africain | Migratrice          | LC          |  |

## Cuculiformes

### Cuculidae
| Espèce                | Nom vernaculaire     | Répartition         | Statut UICN |  |
| --------------------- | -------------------- | ------------------- | ----------- |  |
| Centropus toulou      | Coucoul malgache     | Endémique régionale | LC          |  |
| Coua caerulea         | Coua bleu            | Endémique           | LC          |  |
| Coua gigas            | Coua géant           | Endémique           | LC          |  |
| Coua coquereli        | Coua de Coquerel     | Endémique           | LC          |  |
| Coua cursor           | Coua coureur         | Endémique           | LC          |  |
| Coua serriana         | Coua de Serrès       | Endémique           | LC          |  |
| Coua verreauxi        | Coua de Verreaux     | Endémique           | LC          |  |
| Coua reynaudii        | Coua de Reynaud      | Endémique           | LC          |  |
| Coua cristata         | Coua huppé           | Endémique           | LC          |  |
| Coua ruficeps         | Coua à tête rousse   | Endémique           | LC          |  |
| Pachycoccyx audeberti | Coucou d'Audebert    | Nicheur             | LC          |  |
| Cuculus rochii        | Coucou de Madagascar | Endémique migrateur | LC          |  |

## Falconiformes

### Accipitridae
| Espèce                     | Nom                             | Répartition           | Statut UICN |  |
| -------------------------- | ------------------------------- | --------------------- | ----------- |  |
| Accipiter francesiae       | Epervier de Frances             | Endémique, nicheur    | LC          |  |
| Accipiter henstii          | Autour de Henst                 | Endémique, nicheur    | NT          |  |
| Accipiter madagascariensis | Epervier de Madagascar          | Endémique, nicheur    | NT          |  |
| Aviceda madagascariensis   | Baza de Madagascar              | Endémique             | LC          |  |
| Buteo brachypterus         | Buse de Madagascar              | Endémique             | LC          |  |
| Circus macrosceles         | Busard de Madagascar            | Endémique             | VU          |  |
| Elanus caeruleus           | Elanion blac                    | Accidentel            | LC          |  |
| Eutriorchis astur          | Aigle serpentaire de Madagascar | Endémique, nidifiante | EN          |  |
| Haliaeetus vociferoides    | Pygarque de Madagascar          | Endémique, nidifiante | CR          |  |
| Macheiramphus alcinus      | Milan des chauve-souris         |                       | LC          |  |
| Milvus migrans             | Milan noir                      | Nicheur               | LC          |  |
| Polyboroides radiatus      | Polyboroide rayée               | Endémique             | LC          |  |

### Falconidae
| Espèce            | Nom                  | Répartition           | Statut UICN |  |
| ----------------- | -------------------- | --------------------- | ----------- |  |
| Falco newtoni     | Faucon de Newton     | Résident              | LC          |  |
| Falco zoniventris | Faucon à ventre rayé | Endémique, nidifiante | LC          |  |
| Falco eleonorae   | Faucon d'Eleonore    |                       | LC          |  |
| Falco concolor    | Faucon concolore     |                       | LC          |  |
| Falco peregrinus  | Faucon pèlerin       | Commune, rare         | LC          |  |

## Galliformes

### Numididae
| Espèce           | Nom            | Répartition | Statut UICN |  |
| ---------------- | -------------- | ----------- | ----------- |  |
| Numida meleagris | Pintade mitrée | Introduite  | LC          |  |

### Phasianidae
| Espèce                     | Nom                   | Répartition | Statut UICN |  |
| -------------------------- | --------------------- | ----------- | ----------- |  |
| Margaroperdix madagarensis | Perdrix de Madagascar | Nicheuse    | LC          |  |
| Coturnix coturnix          | Caille des blés       |             | LC          |  |
| Coturnix delegorguei       | Caille arlequine      |             | LC          |  |

## Gruiformes

### Rallidae
| Espèce                     | Nom vernaculaire      | Répartition         | Statut UICN |  |
| -------------------------- | --------------------- | ------------------- | ----------- |  |
| Amaurornis olivieri        | Râle d'Olivier        | Endémique locale    | EN          |  |
| Canirallus kioloides       | Râle à gorge blanche  | Endémique locale    | LC          |  |
| Canirallus beankaensis     | Râle du Tsingy        | Endémique locale    | NE          |  |
| Dryolimnas cuvieri         | Râle de Cuvier        | Endémique régionale | LC          |  |
| Fulica cristata            | Foulque à crête       | Commune             | LC          |  |
| Gallinula chloropus        | Gallinule poule d'eau | nicheuse sédentaire | LC          |  |
| Porzana pusilla            | Marouette de Baillon  | Commune             | LC          |  |
| Porphyrio porphyrio        | Talève sultane        | Commune             | LC          |  |
| Porphyrio alleni           | Talève d'Allen        | Commune             | LC          |  |
| Porphyrio madagascariensis |                       |                     |             |  |
| Rallus madagascariensis    | Râle de Madagascar    | Endémique           | VU          |  |
| Sarothrura insularis       | Râle insulaire        | Endémique           | LC          |  |
| Sarothrura watersi         | Râle de Waters        | Endémique           | EN          |  |

## Leptosomiformes

### Leptosomidae
| Espèce              | Nom vernaculaire   | Répartition         | Statut UICN |  |
| ------------------- | ------------------ | ------------------- | ----------- |  |
| Leptosomus discolor | Courol vouroudriou | endémique régionale | LC          |  |

## Mesitornithiformes

### Mesitornithidae
| Espèce                | Nom vernaculaire | Répartition | Statut UICN |  |
| --------------------- | ---------------- | ----------- | ----------- |  |
| Mesitornis unicolor   | Mésite unicolore | Endémique   | VU          |  |
| Mesitornis variegatus | Mésite varié     | Nicheuse    | VU          |  |
| Monias benschi        | Monias de Bensch | Nicheuse    | VU          |  |

## Passeriformes

### Bernieridae
| Espèce                         | Nom vernaculaire             | Répartition | Statut UICN |  |
| ------------------------------ | ---------------------------- | ----------- | ----------- |  |
| Bernieria madagascariensis     | Tétraka malgache             | Endémique   | LC          |  |
| Crossleyia xanthophrys         | Foditany à sourcils jaunes   | Endémique   | NT          |  |
| Cryptosylvicola randrianasoloi | Cryptofauvette de Madagascar | Endémique   | LC          |  |
| Hartertula flavoviridis        | Jery à queue étagé           | Endémique   | NT          |  |
| Oxylabes madagascariensis      | Eréonesse à queue étagée     | Endémique   | LC          |  |

## Phoenicopteriformes

### Phoenicopteridae
| Espèce                | Nom vernaculaire | Répartition | Statut UICN |  |
| --------------------- | ---------------- | ----------- | ----------- |  |
| Phoenicopterus roseus | Flamant rose     | Nicheur     | LC          |  |
| Phoenicopterus minor  | Flamant nain     | Nicheur     | NT          |  |

## Podicipediformes

### Podicipedidae
| Espèce                  | Nom vernaculaire | Répartition | Statut UICN |  |
| ----------------------- | ---------------- | ----------- | ----------- |  |
| Tachybaptus rufolavatus | Grèbe roussâtre  | Endémique   | EX          |  |
| Tachybaptus ruficolis   | Grèbe castagneux | Nicheur     | LC          |  |
| Tachybaptus pelzelnii   | Grèbe malgache   | Endémique   | EN          |  |

## Pterocliformes

### Pteroclidae
| Espèce               | Nom vernaculaire | Répartition | Statut UICN |  |
| -------------------- | ---------------- | ----------- | ----------- |  |
| Pterocles personatus | Ganga masqué     | Endémique   | LC          |  |

## Nom vernaculaire des oiseaux de Madagascar

### C
- Caille arlequin (Coturnix delegorguei).
- Caille des blés (Coturnix coturnix).
- Calicalic à épaulettes rousses (Calicalicus rufocarpalis). Endémique. Vulnérable.
- Calicalic malgache (Calicalicus madagascariensis). Endémique.
- Canard à bec rouge (Anas erythrorhyncha).
- Canard-à-bosse bronzé (Sarkidiornis melanotos).
- Canard de Meller (Anas melleri). Endémique. En danger.
- Capucin de Madagascar (Lonchura nana). Endémique.
- Chevalier aboyeur (Tringa nebularia).
- Chevalier bargette (Xenus cinereus).
- Chevalier cul-blanc (Tringa ochropus). Rare/Accidentel.
- Chevalier guignette (Actitis hypoleucos).
- Chevalier stagnatile (Tringa stagnatilis). Rare/Accidentel.
- Chevalier sylvain (Tringa glareola). Rare/Accidentel.
- Cisticole malgache (Cisticola cherinus).
- Colombar maïtsou (Treron australis).
- Combattant varié (Philomachus pugnax).
- Corbeau pie (Corvus albus).
- Cormoran africain (Phalacrocorax africanus).
- Coua à tête rousse (Coua ruficeps). Endémique.
- Coua bleu (Coua caerulea). Endémique.
- Coua coureur (Coua cursor). Endémique.
- Coua de Coquerel (Coua coquereli). Endémique.
- Coua de Reynaud (Coua reynaudii). Endémique.
- Coua de Serre (Coua serriana). Endémique.
- Coua de Verreaux (Coua verreauxi). Endémique. Quasi menacé.
- Coua géant (Coua gigas). Endémique.
- Coua huppé (Coua cristata). Endémique.
- Coucal toulou ou Coucal malgache (Centropus toulou).
- Coucou d'Audebert (Pachycoccyx audeberti).
- Coucou de Madagascar (Cuculus rochii). Nicheur endémique.
- Courlis cendré (Numenius arquata).
- Courlis corlieu (Numenius phaeopus).
- Courol vouroudriou (Leptosomus discolor).
- Crabier blanc (Ardeola idae). Vulnérable.
- Crabier chevelu (Ardeola ralloides).
- Crécerelle malgache ou Faucon de Newton (Falco newtoni).
- Cryptofauvette de Madagascar (Cryptosylvicola randriansoloi). Endémique.

### D
- Damier du Cap (Daption capense). Rare/Accidentel.
- Dendrocygne à dos blanc (Thalassornis leuconotus).
- Dendrocygne fauve (Dendrocygna bicolor).
- Dendrocygne veuf (Dendrocygna viduata).
- Drome ardéole (Dromas ardeola).
- Droméocerque brun (Dromaeocercus brunneus). Endémique.
- Drongo malgache (Dicrurus forficatus).

### E
- Échasse blanche (Himantopus himantopus).
- Échenilleur malgache (Coracina cinerea).
- Effraie de Soumagne (Tyto soumagnei). Endémique. En danger.
- Effraie des clochers (Tyto alba).
- Élanion blac (Elanus caeruleus).
- Engoulevent à nuque rousse (Caprimulgus enarratus). Endémique.
- Engoulevent malgache (Caprimulgus madagascariensis).
- Épervier de Frances (Accipiter francesii).
- Épervier de Madagascar (Accipiter madagascariensis). Endémique. Quasi menacé.
- Éroesse à queue étagée (Hartertula flavoviridis). Endémique. Quasi menacé.
- Éroesse verte (Neomixis viridis). Endémique.
- Étourneau malgache (Saroglossa aurata). Endémique.
- Eurycère de Prévost (Euryceros prevostii). Endémique. Vulnérable.

### F
- Falculie mantelée (Falculea palliata). Endémique.
- Faucon à ventre rayé (Falco zoniventris). Endémique.
- Faucon concolore (Falco concolor).
- Faucon d'Éléonore (Falco eleonorae).
- Faucon pèlerin (Falco peregrinus).
- Flamant nain (Phoenicopterus minor). Quasi menacé.
- Flamant rose (Phoenicopterus roseus).
- Fou à pieds rouges (Sula sula).
- Fou brun (Sula leucogaster).
- Fou masqué (Sula dactylatra).
- Foudi de forêt (Foudia omissa). Endémique.
- Foudi rouge (Foudia madagascariensis). Endémique.
- Foulque à crête (Fulica cristata).
- Founingo bleu (Alectroenas madagascariensis). Endémique.
- Frégate ariel (Fregata ariel).
- Frégate du Pacifique (Fregata minor).
- Fuligule de Madagascar (Aythya innotata). Endémique. En danger critique d'extinction.

### G
- Gallinule poule-d'eau (Gallinula chloropus).
- Ganga masqué (Pterocles personatus). Endémique.
- Géopélie zébrée (Geopelia striata). Espèce introduite.
- Glaréole malgache (Glareola ocularis). Nicheur endémique.
- Goéland de Hemprich (Larus hemprichii).
- Goéland dominicain (Larus dominicanus).
- Gorfou sauteur (Eudyptes chrysocome). Rare/Accidentel. Vulnérable.
- Grand Labbe (Stercorarius skua).
- Grande Aigrette (Ardea alba).
- Grande Éroesse (Neomixis striatigula). Endémique.
- Grèbe castagneux (Tachybaptus ruficollis).
- Grèbe malgache (Tachybaptus pelzelnii). Endémique. Vulnérable.
- Guêpier de Madagascar (Merops superciliosus).
- Guifette leucoptère (Chlidonias leucopterus). Rare/Accidentel.
- Guifette moustac (Chlidonias hybridus).
- Guifette noire (Chlidonias niger). Rare/Accidentel.
- Gygis blanche (Gygis alba). Rare/Accidentel.
- Gymnogène de Madagascar ou Polyboroide rayé (Polyboroides radiatus).

### H
- Héron cendré (Ardea cinerea).
- Héron de Humblot (Ardea humbloti). Endémique. Vulnérable.
- Héron garde-bœufs (Bubulcus ibis).
- Héron goliath (Ardea goliath). Rare/Accidentel.
- Héron mélanocéphale (Ardea melanocephala). Rare/Accidentel.
- Héron pourpré (Ardea purpurea).
- Héron strié (Butorides striata).
- Hibou du Cap (Asio capensis).
- Hibou malgache (Asio madagascariensis). Endémique.
- Hirondelle de rivage (Riparia riparia). Rare/Accidentel.
- Hirondelle des Mascareignes (Phedina borbonica).
- Hirondelle paludicole (Riparia paludicola).
- Hirondelle rustique (Hirundo rustica). Rare/Accidentel.
- Huppe de Madagascar (Upupa marginata). Endémique.
- Huppe fasciée (Upupa epops).
- Hypositte malgache (Hypositta corallirostris). Endémique.

### I-J
- Ibis falcinelle (Plegadis falcinellus).
- Ibis huppé (Lophotibis cristata). Endémique. Quasi menacé.
- Ibis sacré (Threskiornis aethiopicus).
- Inséparable à tête grise (Agapornis canus). Endémique.
- Jacana à poitrine dorée (Actophilornis africanus).
- Jacana malgache (Actophilornis albinucha). Endémique.

### L
- Labbe antarctique (Stercorarius antarctica).
- Labbe de McCormick (Stercorarius maccormicki).
- Labbe parasite (Stercorarius parasiticus). Rare/Accidentel.
- Loriot d'Europe (Oriolus oriolus). Rare/Accidentel.

### M
- Marouette de Baillon (Porzana pusilla).
- Marouette ponctuée (Porzana porzana).
- Marouette poussin (Porzana parva).
- Martin triste (Acridotheres tristis). Espèce introduite.
- Martinet à ventre blanc (Tachymarptis melba).
- Martinet de Grandidier (Zoonavena grandidieri).
- Martinet des palmes (Cypsiurus parvus).
- Martinet du Cap (Apus barbatus).
- Martinet malgache (Apus balstoni).
- Martin-pêcheur huppé (Alcedo cristata).
- Martin-pêcheur malgache (Ispidina madagascariensis). Endémique.
- Martin-pêcheur vintsi (Alcedo vintsioides).
- Mésite monias (Monias benschi). Endémique. Vulnérable.
- Mésite unicolore (Mesitornis unicolor). Endémique. Vulnérable.
- Mésite variée (Mesitornis variegata). Endémique. Vulnérable.
- Milan des chauves-souris (Macheiramphus alcinus).
- Milan noir (Milvus migrans).
- Moineau domestique (Passer domesticus). Espèce introduite.
- Monticole de Benson (Pseudocossyphus bensoni). Endémique. Quasi menacé.
- Monticole de forêt (Pseudocossyphus sharpei). Endémique.
- Monticole du littoral (Pseudocossyphus imerinus). Endémique.
- Mouette à tête grise (Larus cirrocephalus).
- Mystacorne de Crossley (Mystacornis crossleyi). Endémique.

### N-O
- Nésille kiritika (Thamnornis chloropetoides). Endémique.
- Nésille malgache (Nesillas typica). Endémique.
- Newtonie commune (Newtonia brunneicauda). Endémique.
- Newtonie d'Archbold (Newtonia archboldi). Endémique.
- Newtonie de Fanovana (Newtonia fanovanae). Endémique. Vulnérable.
- Newtonie sombre (Newtonia amphichroa). Endémique.
- Ninoxe à sourcils blancs (Ninox superciliaris). Endémique.
- Noddi brun (Anous stolidus).
- Noddi marianne (Anous tenuirostris).
- Océanite à ventre blanc (Fregetta grallaria).
- Océanite à ventre noir (Fregetta tropica).
- Océanite de Wilson (Oceanites oceanicus).
- Ombrette du Sénégal (Scopus umbretta).
- Oriolie de Bernier (Oriolia bernieri). Endémique. Vulnérable.
- Oxylabe à gorge blanche (Oxylabes madagascariensis). Endémique.
- Oxylabe à sourcils jaunes (Crossleyia xanthophrys). Endémique. Quasi menacé.

### P
- Pélican gris (Pelecanus rufescens).
- Perdrix de Madagascar ou Caille de Madagascar (Margaroperdix madagascarensis). Endémique.
- Perroquet noir (Coracopsis nigra).
- Perroquet vasa (Coracopsis vasa).
- Petit Coucou (Cuculus poliocephalus).
- Petit-duc africain (Otus senegalensis).
- Petit-duc malgache (Otus rutilus). Endémique.
- Petit-duc torotoroka (Otus madagascariensis). Endémique.
- Petite Éroesse (Neomixis tenella). Endémique.
- Pétrel de Barau (Pterodroma baraui). En danger.
- Pétrel géant (Macronectes giganteus). Rare/Accidentel. Vulnérable.
- Pétrel noir (Pterodroma macroptera).
- Pétrel soyeux (Pterodroma mollis).
- Phaéton à bec jaune (Phaethon lepturus).
- Phaéton à bec rouge (Phaethon aethereus). Rare/Accidentel.
- Phaéton à brins rouges (Phaethon rubricauda).
- Philépitte de Salomonsen (Neodrepanis hypoxanthus). Endémique. En danger.
- Philépitte de Schlegel (Philepitta schlegeli). Endémique. Quasi menacé.
- Philépitte souimanga (Neodrepanis coruscans). Endémique.
- Philépitte veloutée (Philepitta castanea). Endémique.
- Pigeon biset (Columba livia). Espèce introduite.
- Pigeon de Madagascar (Streptopelia picturata).
- Pintade de Numidie (Numida meleagris). Espèce introduite.
- Pluvier à bandeau noir (Charadrius thoracicus). Endémique. Quasi menacé.
- Pluvier à front blanc (Charadrius marginatus).
- Pluvier à triple collier (Charadrius tricollaris).
- Pluvier argenté (Pluvialis squatarola).
- Pluvier bronzé (Pluvialis dominica).
- Pluvier de Leschenault (Charadrius leschenaultii).
- Pluvier de Mongolie (Charadrius mongolus).
- Pluvier fauve (Pluvialis fulva). Rare/Accidentel.
- Pluvier grand-gravelot (Charadrius hiaticula).
- Pluvier pâtre (Charadrius pecuarius).
- Pluvier petit-gravelot (Charadrius dubius).
- Prion de Forster (Pachyptila vittata). Rare/Accidentel.
- Prion de Salvin (Pachyptila salvini). Rare/Accidentel.
- Puffin d'Audubon (Puffinus lherminieri). Rare/Accidentel.
- Puffin fouquet (Puffinus pacificus).
- Pygargue de Madagascar (Haliaeetus vociferoides). Endémique. En danger critique d'extinction.

### R
- Râle à gorge blanche (Canirallus kioloides). Endémique.
- Râle de Cuvier (Dryolimnas cuvieri).
- Râle de Madagascar (Rallus madagascariensis). Endémique.
- Râle de Waters (Sarothrura watersi). Endémique. En danger.
- Râle d'eau (Rallus aquaticus).
- Râle des genêts (Crex crex). Vulnérable.
- Râle d'Olivier (Amaurornis olivieri). Endémique. En danger critique d'extinction.
- Râle insulaire (Sarothrura insularis). Endémique.
- Randie malgache (Randia pseudozosterops). Endémique.
- Rhynchée peinte (Rostratula benghalensis).
- Rolle violet (Eurystomus glaucurus).
- Rousserolle de Newton (Acrocephalus newtoni). Endémique.

### S
- Salangane des Mascareignes (Aerodramus francicus). Rare/Accidentel. Quasi menacé.
- Sarcelle de Bernier (Anas bernieri). Endémique. En danger.
- Sarcelle hottentote (Anas hottentota).
- Schetbé roux (Schetba rufa). Endémique.
- Serpentaire de Madagascar (Eutriorchis astur). Endémique. En danger critique d'extinction.
- Shama de Madagascar (Copsychus albospecularis). Endémique.
- Souimanga angaladian (Nectarinia notata ou Cinnyris notatus).
- Souimanga malgache (Cinnyris sovimanga).
- Spatule d'Afrique (Platalea alba).
- Sterne bridée (Sterna anaethetus).
- Sterne caspienne (Sterna caspia).
- Sterne caugek (Sterna sandvicensis).
- Sterne de Dougall (Sterna dougallii).
- Sterne de Saunders (Sterna saundersi). Rare/Accidentel.
- Sterne des baleiniers (Sterna balaenarum). Quasi menacé.
- Sterne diamant (Sterna sumatrana).
- Sterne fuligineuse (Sterna fuscata).
- Sterne hansel (Sterna nilotica). Rare/Accidentel.
- Sterne huppée (Sterna bergii).
- Sterne naine (Sterna albifrons).
- Sterne pierregarin (Sterna hirundo). Rare/Accidentel.
- Sterne voyageuse (Sterna bengalensis).

### T
- Talève d'Allen (Porphyrio alleni).
- Talève sultane (Porphyrio porphyrio).
- Tantale ibis (Mycteria ibis).
- Tarier d'Afrique (Saxicola torquata).
- Tchitrec malgache (Terpsiphone mutata).
- Tisserin nélicourvi (Ploceus nelicourvi). Endémique.
- Tisserin sakalave (Ploceus sakalava). Endémique.
- Tournepierre à collier (Arenaria interpres).
- Tourtelette masquée (Oena capensis).
- Turnix de Madagascar (Turnix nigricollis). Endémique.
- Tylas à tête noire (Tylas eduardi). Endémique.

### V & Z
- Vanga de Lafresnaye (Xenopirostris xenopirostris). Endémique.
- Vanga de Pollen (Xenopirostris polleni). Endémique. Quasi menacé.
- Vanga de Van Dam (Xenopirostris damii). Endémique. En danger.
- Vanga écorcheur (Vanga curvirostris). Endémique.
- Zostérops malgache (Zosterops maderaspatanus).